# Varalići
Varalići es un pueblo ubicado en la municipalidad de Kakanj, en el cantón de Zenica-Doboj, Bosnia y Herzegovina.

## Superficie
Posee una superficie de 7,80 kilómetros cuadrados.

## Demografía
Hasta 2013 la población era de 485 habitantes, con una densidad de población de 62,2 habitantes por kilómetro cuadrado.